# Reminder (cântec)
„Reminder” este o melodie înregistrată de cântărețul canadian The Weeknd de pe al treilea album al său de studio, Starboy (2016). A fost scris de el împreună cu Dylan Wiggins, DaHeala și producătorii săi Doc McKinney, Mano și Cirkut. Piesa a fost lansată la radioul ritmic contemporan pe 9 mai 2017, fiind al patrulea single al albumului în Statele Unite.
Remixul oficial a fost lansat pe 1 august 2017 și conține versuri noi de la rapperii americani ASAP Rocky și Young Thug.
Performanta comerciala
„Reminder” a atins apogeul pe locul 31 în Billboard Hot 100 din SUA. A ajuns în primele zece poziții atât în topul R&B Songs, cât și în topul Hot R&B/Hip-Hop Songs. Cântecul a ajuns și pe locul 16 în Canadian Hot 100, ajungând în top 20. Single-ul a fost certificat de 3 ori platină de Recording Industry Association of America (RIAA) pentru vânzări combinate și unități echivalente de streaming de peste trei milioane de unități în Statele Unite.
Videoclip
Videoclipul pentru „Reminder”, regizat de Kid Studio, a avut premiera pe canalul Vevo al Weeknd pe 16 februarie 2017. Prezintă apariții cameo de la Drake, ASAP Rocky, Travis Scott, Bryson Tiller, YG, French Montana, Metro Boomin, Belly, Nav, Derek Wise și co-managerul lui Weeknd, Amir „Cash” Esmailian. În iulie 2022, videoclipul a depășit peste 347 de milioane de vizionări. Videoclipul a primit patru nominalizări la MTV Video Music Awards 2017; Videoclipul anului, cea mai bună regie, cea mai bună regie artistică și cel mai bun montaj.
Remix
Remix-ul A$AP Rocky și Young Thug al cântecului cu noile lor versuri, a fost lansat pe 1 august 2017, la cinci zile după anunțul său, unde cântărețul The Weeknd a postat două videoclipuri pe Instagram, prevăzând ambele versuri. Ryan Reed de la Rolling Stone a scris: „Versul sinuos al lui A$AP Rocky atinge marijuana și Jaden Smith („La fel ca Jaden Smith, probabil că voi merge o zi cu ea”) și a făcut referire la Abel Tesfaye de la Weeknd („În niciun caz”. crezi că dacă mă decid vreodată să-mi tund părul ca Abel’), plimbându-mă cu dreadlockurile lui recent tăiate la Gala Met 2017”, și a notat: „În versetul lui Auto-Tuned, Young Thug trece de la referirea la începuturile sale umile („I obișnuiam să mă rog să-mi aud cântecele la radio’) la o serie de lăudări financiare și sexuale”